# Britta Fischer (Schauspielerin)
Britta Fischer (auch Britta Fischer-Wolffhardt; * 25. Januar 1944 in München) ist eine deutsche Schauspielerin.

## Privatleben
Britta Fischer wuchs in München als mittleres Kind von drei Geschwistern auf.
Sie war seit 1982 mit dem Regisseur Rainer Wolffhardt († 9. September 2017) verheiratet. Das Paar hat eine gemeinsame Tochter (Esther).

## Karriere als Schauspielerin
Fischer besuchte die Schauspielschule Zerboni. Nach ihrer Ausbildung folgten Engagements an großen deutschen Theatern. Seit den 1970er Jahren ist sie vermehrt im Fernsehen zu sehen. In dem dokumentarische Spielfilm Martin Luther spielte sie die Rolle der Katharina von Bora. Vielen Zuschauern wurde sie durch die Rolle der Helma Schneider in der erfolgreichen Fernsehserie Büro, Büro bekannt, in der sie in allen 85 Episoden die Rolle der Chefsekretärin Helma Schneider spielte.

## Filmografie (Auswahl)
- 1975: Hilde Breitner
- 1978: Tatort – Himmelfahrt
- 1979: Jauche und Levkojen
- 1979: Merlin (Fernsehserie)
- 1980: Nirgendwo ist Poenichen (Fernseh-Mehrteiler)
- 1983: Martin Luther
- 1982–1993: Büro, Büro (Comedy-Fernsehserie)
- 1984: Tiere und Menschen
- 1984: Die Dame und die Unterwelt
- 1986: Schlange, Herz und Pantherkopf
- 1989: Der Mann im Salz
- 1992: Schuldlos schuldig
- 1992: Tod der Engel
- 1993: Umarmung des Wolfes
- 1994: Tatort – Klassen-Kampf
- 1994–1995: Frankenberg
- 1997: Schwanger in den Tod